# Procédure U et théorie du U
La procédure en U et la théorie du U est une méthode de transformation pour changer les schémas de comportement. Cette théorie a été développée par Dr Friedrich (Fritz) Glasl et Dirk Lemson of the NPI (L'institut de pédagogie des Pays-Bas) en 1968, et présenté de façon systémique à partir de 1980. Elle a été utilisée dans le développement de l'organisation et dans le développement social depuis,,
. Suivant l'intérêt particulier du Dr. Glas sur les questions des conflits, la méthode a aussi été explicitement développée pour gérer la conscience et les procédures associées aux dynamiques relationnelles et la résolution des conflits.